# 阿兰·摩尔
阿兰·摩尔（英語：Alan Moore，1953年11月18日—），英国漫画作家、小说家、短篇小说作家、电影剧本作家、音乐家、漫画家 
。出生于英格兰中部的北安普顿郡，他在漫画界的作品令其闻名遐迩，包括广受好评的图画小说《守護者》、《V怪客》和《来自地狱》（From Hell）。凭借《守護者》这部图形小说获得雨果奖。
他还写过小说《烈焰之声》（Voice of the Fire），在配乐散文诗表演《The Moon and Serpent Grand Egyptian Theatre of Marvels》中上演独角戏和诗朗诵。该配乐散文诗表演曾出过CD专辑。
作为一名漫画作家，摩尔是首批将文学艺术和形式主义感情，以及大胆复杂的题材和成人主题应用到主流媒体中的作家之一。
他的作品深受很多人的影响，包括威廉·巴勒斯（William Seward Burroughs，美国“嬉皮”文学大师，“垮掉的一代”的旗手之一）、托马斯·品钦（Thomas Pynchon，美国60年代后现代派文学中以“黑色幽默”为艺术特点的著名作家）、罗伯特·安东·威尔逊（Robert Anton Wilson，美国小说家，未来学研究家）、伊安·辛克莱（Iain Sinclair，英国作家，电影制片人）、“新浪潮”科幻小说家迈克尔·穆尔考克（Michael Moorcock）和恐怖小说作家克里夫·巴克（Clive Barker）。而在漫画领域所受的影响包括威尔·艾斯纳（Will Eisner，美国最伟大的漫画家之一，以他的名字命名的漫画奖被誉为漫画界的奥斯卡奖）、哈维·柯兹曼（Harvey Kurtzman，美国著名杂志《Mad》的创始人。）、杰克·科比（Jack Kirby，美国漫画界的宗师级主笔）和布莱恩·塔尔伯特（Bryan Talbot，英国著名漫画家、作家）。